# Филиппинские гимнуры
Филиппинские гимнуры (лат. Podogymnura) — род млекопитающих из семейства ежовых.

## Распространение
Обитают на Филиппинах.

## Описание
Как и все крысиные ежи, филиппинские гимнуры внешне больше похожи на землероек, но при этом не связаны с ними. Мех у них красновато-коричневый или серый сверху, снизу он светлее. Для представителей рода характерны удлиненные гибкие морды. Podogymnura truei — более мелкий вид (длина головы и туловища от 13 до 15 см) и имеет мягкий мех, в то время как мех Podogymnura aureospinula более грубый и колючий, у этого вида длина головы и туловища составляет от 19 до 21 см.

## Биология
Рацион, скорее всего, состоит в основном из насекомых и червей.

## Виды
В состав рода включают два вида ежей:
- Podogymnura aureospinula
- Podogymnura truei